# Svedala (stacja kolejowa)
Svedala (szwedzki: Svedala station) – stacja kolejowa w Svedala, w regionie Skania, w Szwecji. Znajduje się na Ystadbanan i jest obsługiwana przez pociągi Pågatågen relacji Malmö-Ystad/Simrishamn.

## Linie kolejowe
- Ystadbanan